# Iwona Jelonek
Iwona Aneta Jelonek (ur. 30 września 1968 w Jaworznie) – polska geolog i samorządowiec, doktor habilitowana nauk o Ziemi, profesor uczelni na Uniwersytecie Śląskim.

## Życiorys
W 2002 ukończyła geologię na Wydziale Nauk o Ziemi Uniwersytetu Śląskiego, w 2016 uzyskała tytuł Master of Business Administration po studiach prowadzonych przez UŚ i Gdańską Fundację Kształcenia Menedżerów. W 2006 podstawie napisanej pod kierunkiem Krystyny Kruszewskiej rozprawy pt. Rozwój facjalny pokładu 207 warstw łaziskich w obrębie Kopalni Jaworzno (Górnośląskie Zagłębie Węglowe) otrzymała na UŚ stopień naukowy doktora nauk o Ziemi w zakresie geologii. Tam też na podstawie dorobku naukowego oraz rozprawy pt. Metody petrograficzne jako innowacyjny wskaźnik wiedzy w ocenie prognozowania jakości paliw stałych oraz materii organicznej uzyskała w 2017 stopień doktora habilitowanego nauk o Ziemi w zakresie geologii. Została wykładowcą macierzystej uczelni, objęła stanowisko profesor uczelni w Instytucie Nauk o Ziemi UŚ. Uzyskała uprawnienia zawodowe z zakresu petrografii, zasiadała także w Polskiej Radzie Pelletu, gdzie pełni funkcję prezesa. Należała do różnych ciał naukowych i doradczych, w tym zajmowała stanowiska koordynatora uczelnianego i wydziałowego pełnomocnika ds. komercjalizacji badań.
W 2018 kandydowała do sejmiku śląskiego z listy Koalicji Obywatelskiej (z rekomendacji Nowoczesnej). Mandat uzyskała rok później w miejsce wybranego do Sejmu Wojciecha Saługi. W 2024 nie ubiegała się o reelekcję. W wyborach prezydenckich w 2025 została członkiem komitetu poparcia Artura Bartoszewicza.